# Wolfgang Borchert Theater

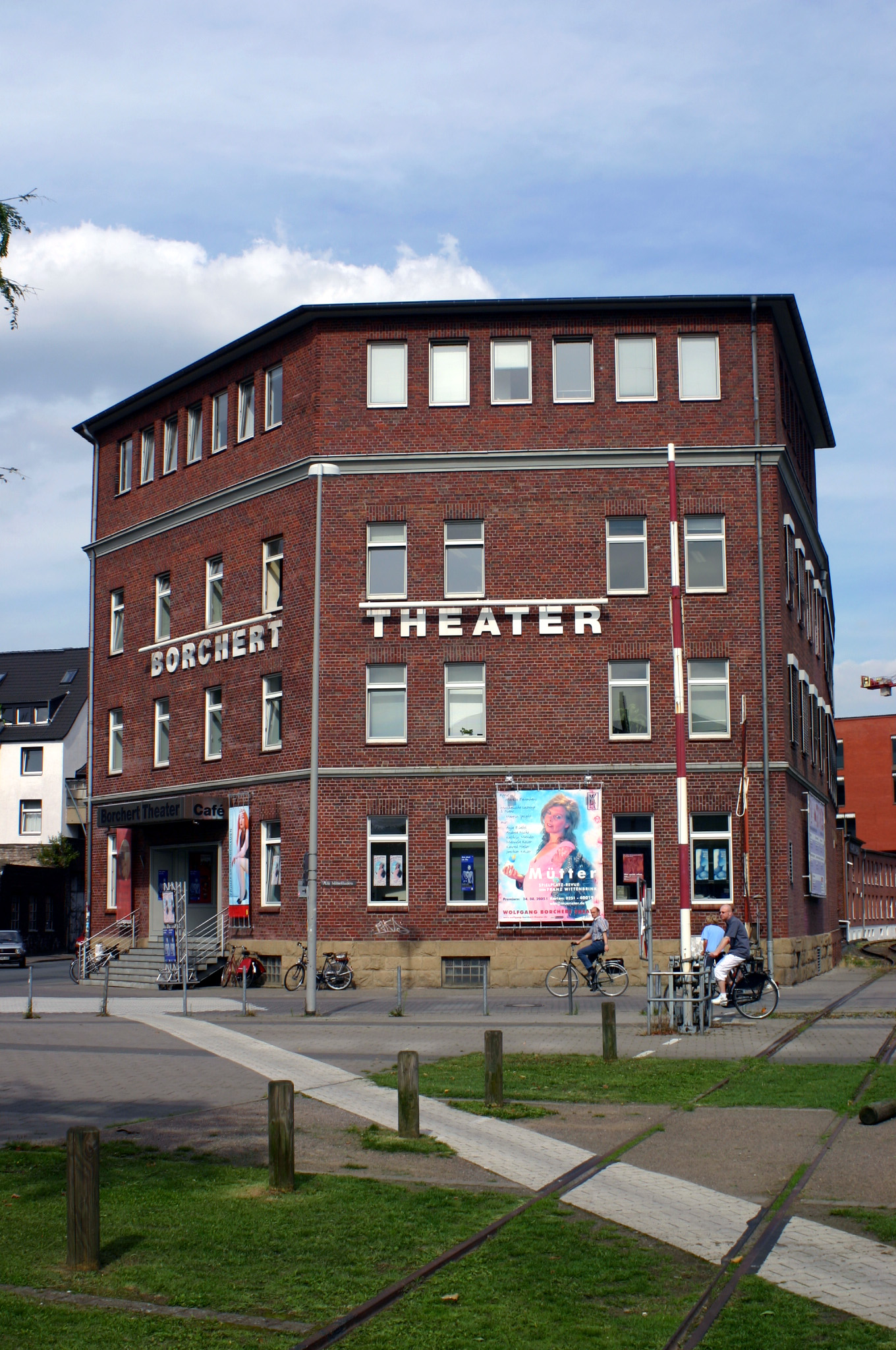
Wolfgang-Borchert-Theater im bis 2014 genutzten Gebäude am Hafenweg

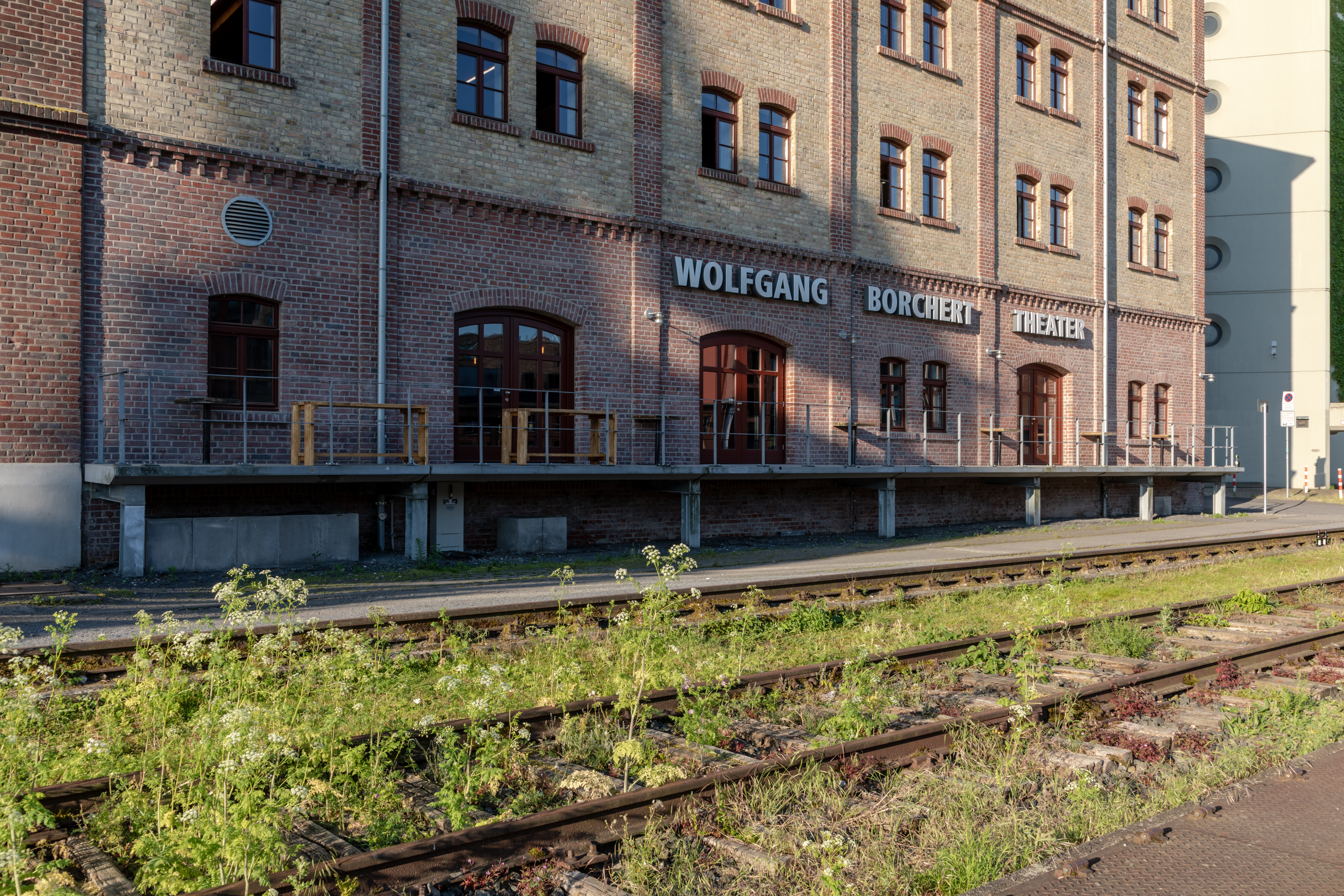
Wolfgang-Borchert-Theater im Flechtheimspeicher

Das Wolfgang-Borchert-Theater ist ein professionelles privatwirtschaftliches Theater in Münster (Westfalen) mit eigenem festen Ensemble, bestehend aus etwa neun Schauspielern, das durch rund neun Gastschauspieler ergänzt wird. Es wurde am 29. Dezember 1956 gegründet und ist eines der ältesten privaten Theater in Deutschland.

## Geschichte
Das Theater wurde im Jahr 1956 als Theater im kleinen Raum an Münsters Prinzipalmarkt offiziell eröffnet. 1958 zog das Theater unter Direktion von Hans-Louis Metelmann mit der Künstlergemeinschaft Die Schanze in den münsterschen Hauptbahnhof um und nannte sich nun Zimmertheater Münster.
Mit der Spielzeit 1978/79 wurde Wolfgang Trautwein Direktor, der aus Anlass des 25-jährigen Jubiläums 1982/1983 das Theater nach dem deutschen Schriftsteller Wolfgang Borchert programmatisch in Wolfgang Borchert Theater umbenannte.
Von 1986 bis 1996 prägte der Theaterleiter Wolfgang Rommerskirchen das Theater, indem er den Schwerpunkt des Spielplans auf neue deutsche Dramatik sowie viele Ur- und Erstaufführungen setzte. Ihm folgte Heinz-Rudolf Müller von 1996 bis 1999, unter dessen Direktion der Umzug in die Spielstätte am Hafenweg im Hafen Münster erfolgte, wo das Theater das ehemalige Verwaltungsgebäude einer Molkerei bezog. Ewa Teilmans übernahm die Theaterleitung 1999, führte das Theater künstlerisch erfolgreich bis 2006. Danach wechselte sie als Regisseurin an die städtischen Bühnen Aachen.
Mit der Übernahme der Intendanz durch den Kölner Regisseur und Schauspieler Meinhard Zanger zur Spielzeit 2006/07 begann die Schärfung des künstlerischen Profils einer literarisch orientierten Kammerspiel-Bühne und die wirtschaftliche Sanierung. Ein Mix aus eigenwilligen Klassiker-Inszenierungen und zeitgenössischen Stücken prägen den Spielplan. Am 31. August 2006 wurde mit der Inszenierung Glückliche Tage von Samuel Beckett mit dem WBT_MAGAZIN eine zweite dauerhafte Spielstätte mit 75 Plätzen eröffnet, die Raum zum Experimentieren gibt, diese ist mit dem Umzug in den Flechtheim-/Rhenusspeicher wieder weggefallen. Der WBT_SAAL als Hauptspielstätte verfügt über eine Kapazität von 146 Plätzen im neuen Flechtheim-/Rhenusspeicher.
Das Wolfgang Borchert Theater wird finanziert durch den Verein zur Förderung des Wolfgang Borchert Theaters e. V. als Rechtsträger und durch Zuschüsse der Stadt Münster, des Landes Nordrhein-Westfalen und des Landschaftsverbandes Westfalen-Lippe. Der Jahresetat 2008 betrug circa 940.000 Euro, seit 2009 circa 1 Million Euro und blieb mit Ausnahme 2012 (1,75 Millionen Euro) in etwa unverändert.
Das vom Wolfgang Borchert Theater ab 4. Mai 2012 im Gasometer aufgeführte Stück „Ein Sommernachtstraum“ von William Shakespeare erhielt allein ein Budget von rund einer dreiviertel Million Euro. Für die Förderung des Theaterstücks stellte Ende 2011 die LWL-Kulturstiftung 150.000 Euro, die Stadt Münster aus der Gewinnausschüttung der Sparkasse Münsterland-Ost 75.000 Euro zur Verfügung. Die beiden Schauplätze, der Athener Marktplatz und der Athener Wald, wurden durch das Bühnenbild getrennt. Die Zuschauer wurden zunächst durch ein Labyrinth zum Schauplatz des ersten Aktes geführt, dann durch ein weiteres Labyrinth in den Athener Wald, wo eine Tribüne mit 414 Sitzplätzen auf sie wartete. Schnell waren die zunächst geplanten 33 Aufführungen ausverkauft. Auch 13 Zusatzvorstellungen sowie die Previews und der Media-Call waren ausverkauft und führten zu einer Auslastung von 100 %. Mit den Inhouse-Vorstellungen im Hafen betrug die Auslastung 94 % und führte zur insgesamt erfolgreichsten Spielzeit des Theaters. Im Laufe der siebenjährigen Intendanz Meinhard Zangers konnten die Schulden auf einen Rest von 50.000 Euro reduziert werden. Sämtliche der 46. Vorstellungen waren ausverkauft, so auch die letzte, die am 8. Juli 2012 aufgeführt wurde, so dass insgesamt 20.299 Zuschauer die Aufführungen besuchten. Über 20.000 weitere Zuschauer sahen Vorstellungen im Theater am Hafen, so dass insgesamt rund 41.000 Zuschauer in der Rekordspielzeit gezählt wurden.
Das Wolfgang Borchert Theater zog im Herbst 2014 von der Nord- zur Südseite des Hafens in den Flechtheim-/Rhenusspeicher um, da die bisherigen Gebäude für die hohen Besucherzahlen zu klein geworden war. Dabei wurde das Foyer des Theaters im Flechtheimspeicher eingerichtet.
Welle WBT ist die Radio-Sendung vom Wolfgang Borchert Theater. Darin berichtet die Redaktion über Theater-Premieren, neue Schauspieler und Hintergründe. Das Magazin ist im Bürgerfunk bei Antenne Münster und in der Mediathek von NRWision zu hören.
Moderiert von der Philosophie-Professorin Christa Runtenberg mit themenbezogenen Gästen findet fünfmal pro Spielzeit an Sonntagen im Theaterforum ein Philosophisches Café statt. Es sind bis auf kurze Impulsreferate keine Vorträge, sondern Gesprächsveranstaltungen angewandten Philosophierens. Das Selbstverständnis ist „ein Ort, an dem das Selbstdenken der Philosophierenden im Mittelpunkt steht“.
Zuletzt im November 2021 entschied der Theater-Aufsichtsrat eine weitere dreijährige Vertragsverlängerung für den Intendanten Meinhard Zanger aufgrund „exzellenter Arbeit“.
Ab September 2024 wird Tanja Weidner, die seit 2010 Chefdramaturgin ist, die Intendanz und die Geschäftsführung übernehmen.